# Decreet van Canopus

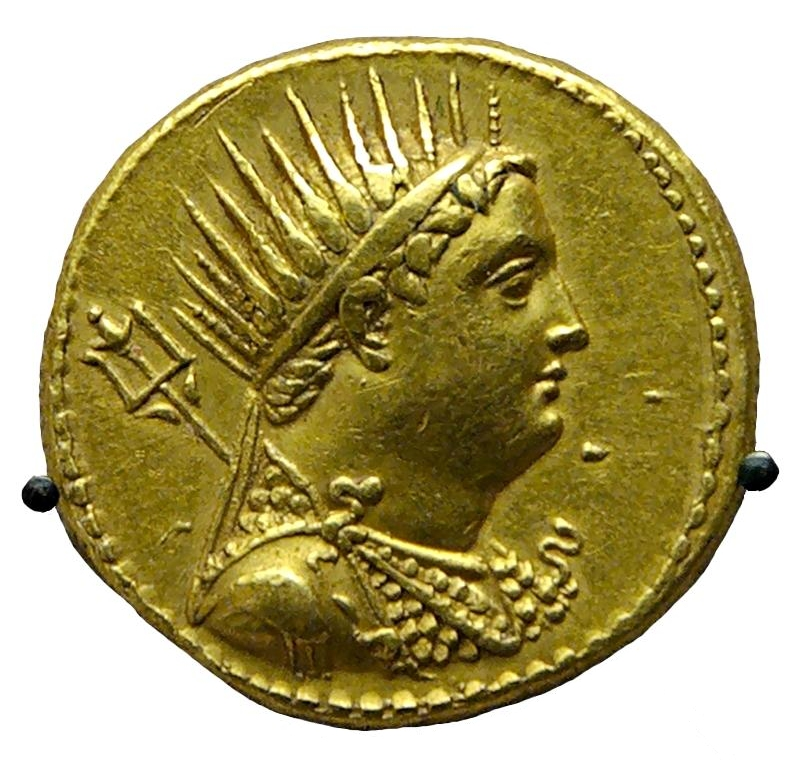
Ptolemaeus III

Het decreet van Canopus was een wetsvoorschrift uit het oude Egypte en werd op 6 maart 237 v.Chr. uitgevaardigd door koning Ptolemaeus III Euergetes I. 

## Ontdekking
Het decreet werd op 15 april 1866 ontdekt in San el-Hagar, de oude hoofdstad Tanis van Egypte. Een kopie werd later in 1881 ontdekt door Gaston Maspero in Kom el-Hisn.

## Inhoud
In het decreet is sprake van schenkingen door de koning aan de tempels, het instellen van een vijfde orde van priesters en hun voorrechten en taken. Verder wordt er melding gemaakt van het oprichten van gouden beelden voor de plotseling overleden prinses Berenice. 

## Schrikkeldag
Ook is er sprake van de instelling van een zesde epagomenale dag. De Egyptische kalender kende 365 dagen in twaalf maanden van 30 dagen plus 5 epagomenale dagen. Nu werd daar eens in de vier jaar een zesde dag aan toegevoegd. De dag werd naar de Weldoende goden (Euergetes) genoemd. Ditzelfde systeem vinden we nu nog terug in de vorm van schrikkeldagen.

## Betekenis voor de Egyptologie
Evenals de Steen van Rosetta was dit decreet opgesteld in zowel het Oudgrieks als het Oudegyptisch. Het Egyptische deel werd opgetekend in het hiërogliefisch en in het demotisch. Het decreet heeft daarmee een rol gespeeld bij de verdere ontcijfering van de taal en het schrift van het oude Egypte. Daarnaast verschafte het opheldering over de tijdrekening die in het Oude Egypte gehanteerd werd.